# Almost Human
Almost Human (estilizado como ΛLMOST HUMΛN) foi uma série de televisão americana de Ficção Cientifica e Ação, cuja estreia foi em 17 de novembro de 2013 no canal Fox. A série foi criada por J. H. Wyman para a produtora Bad Robot Productions e a Warner Bros. Television. Wyman, Bryan Burk e J. J. Abrams são os produtores executivos.
A série foi cancelada em abril de 2014 pela FOX, encerrando uma temporada de 13 episódios.

## Sinopse
Em 2048, a evolução incontrolável da ciência e tecnologia causaram o impressionante aumento da taxa de criminalidade em 400%. Para combater isto, a força policial implementou uma nova política: cada oficial de polícia tem um parceiro robô.
John Kennex (Karl Urban), um detetive problemático, tem razões para odiar esses novos companheiros robóticos. Aproximadamente dois anos antes, Kennex e seu esquadrão estavam desmascarando uma violenta gangue conhecida como Insindicato, mas foram levados até uma emboscada e foram descobertos. Kennex tentou salvar seu parceiro ferido, mas o oficial robô que os acompanhava abandonou o local, por achar que as taxas de sobrevivência eram baixas demais. Ocorreu uma explosão e Kennex perdeu sua perna, matando também o seu parceiro.
Depois de acordar de um estado de coma por 17 meses, Kennex teve de aceitar o fato de usar uma perna biônica e ter lapsos de memória, os quais ele tenta recuperar através de uma visita a um Recolectionista no subúrbio da cidade. Além de tentar lembrar tudo o que pode sobre o Insidicato, ele lembra que foi abandonado pela sua ex-namorada, Anna.
Kennex é chamado para reintegrar o esquadrão da Capitã Sandra Maldonado (Lili Taylor), e recebe como parceiro um robô, modelo MX-43, o qual ele joga do seu carro em movimento, pois o robô estava enchendo a paciência dele. Ele foi substituído por um outro modelo, mais antigo, chamado "DRN". Criado para parecer o máximo possível com um ser-humano, os robôs DRN tem problemas para lidar com sentimentos e por esta razão foram substituídos por robôs lógicos chamados de "MX". O parceiro de Kennex, conhecido como Dorian (Michael Ealy), imediatamente prova ser único, com um profundo desejo de não ser chamado de "sintético".

## Elenco
- Karl Urban como Detetive John Kennex
- Michael Ealy como  DRN-0167 "Dorian"
- Minka Kelly como Detetive Valerie Stahl
- Mackenzie Crook como Rudy Lom
- Michael Irby como Detetive Richard Paul
- Lili Taylor como Capitã Sandra Maldonado

## Episódios
| 1  | "Pilot"              |
| 2  | "Skin"               |
| 3  | "Are You Receiving?" |
| 4  | "The Bends"          |
| 5  | "Blood Brothers"     |
| 6  | "Arrhythmia"         |
| 7  | "Simon Says          |
| 8  | "You Are Here"       |
| 9  | "Unbound"            |
| 10 | "Perception"         |
| 11 | "Disrupt"            |
| 12 | "Beholder"           |
| 13 | "Straw Man"          |

## Recepção
Almost Human teve recepção geralmente favorável por parte da crítica especializada. Com base de 30 avaliações profissionais, alcançou uma pontuação de 62% no Metacritic.